# Université Saint-Esprit de Kaslik
L'université Saint-Esprit de Kaslik (USEK), (en arabe :  جامعة الروح القدس - الكسليك ; Jami'At al Rouh al Qoudous - Al Kaslik), est un établissement d'enseignement supérieur privé francophone et catholique, fondé par l'Ordre libanais maronite (OLM) en 1950 au Liban.

## Présentation
L'USEK est situé au cœur de Mont-Liban. l'établissement est multilingue par tradition, avec le français comme principale langue parlée au sein de l'établissement. Par le nombre de ses étudiants au nombre de 8 000, l'USEK est la deuxième plus grande université privée au Liban et la troisième plus grande université dans le pays, après l'université libanaise (université publique) et l'université Saint-Joseph de Beyrouth (université privée). L'USEK se répartit sur 4 campus (Kaslik, Zahle, Rmeich, Chekka), au sein de ses onze facultés et quatre instituts. Le campus principal de l'USEK est situé à Jounieh, à 15 km au nord de la capitale libanaise, Beyrouth, à 10 km au sud de Byblos et à 50 km au sud de Tripoli.
Le corps enseignant est composé d'environ 900 enseignants professionnels et chercheurs. En outre, toutes les tâches administratives et opérationnelles universitaires sont gérées par un personnel professionnel de 300 membres.
Depuis 1997, elle a été membre de l'Agence universitaire de la francophonie (AUF). Elle est également le siège du Secrétariat général de l'Association des facultés de commerce des universités arabes, ainsi que ce la Société arabe des facultés en administration des affaires (SAFAA).
En 2010, l'USEK est devenue la première université non-européenne à devenir membre de l'Association des universités européennes (AUE). Cette association vise principalement à garantir la réalisation des missions et des objectifs prédéterminés. Elle vise également à assurer la conformité de ses activités académiques et administratives avec les normes européennes d'assurance de la qualité. Il s'agit de la première université au Proche-Orient qui mène un programme d'évaluation institutionnelle à travers l'AUE. Cette association a développé plus de 250 programmes d'évaluation des universités partout dans le monde, notamment en Europe.

## Facultés et instituts
11 Facultés / dates fondation
- Faculté pontificale de théologie / 1950, sous le nom de Faculté de Théologie / 1974 adopté comme la Faculté officielle de l'Église catholique au Liban / 1982, sous le nom de Faculté Pontificale de Théologie
- Faculté de Philosophie et Lettres / 1950
- Faculté des Lettres / 1950
- Faculté de droit / 1950
- Faculté des Sciences d'affaires et de commerce / 1966
- Faculté de Musique / 1970, sous le nom de l'Institut de Musicologie / 1993, sous le nom de Faculté de musique
- Faculté des beaux-arts et arts appliqués / 1974
- Faculté des sciences agricoles et alimentaires / 1988, sous le nom de Faculté des Sciences Agronomiques / 2012, sous le nom de Faculté des sciences agricoles et alimentaires
- Faculté de Médecine et des Sciences Médicales / 2001
- Faculté des sciences / 2000, sous le nom de Faculté des Sciences et de Génie Informatique / 2010, divisée en Faculté des sciences et Faculté de génie
- Faculté de génie / 2010 (La Faculté des sciences et de génie informatique, créée en 2000, a été scindé en 2010 en Faculté des sciences et Faculté de génie)

4 Instituts / dates fondation
- Institut de Liturgie / 1969
- Institut d'Histoire / 1972
- Institut Supérieur des Sciences infirmières / 1999
- Institut Supérieur des Sciences Politiques et Administratives / 2006

L'État libanais reconnaît officiellement l'Université et les diplômes qu'il délivre, en conformité avec la loi organisant l'enseignement supérieur au Liban.
Le Bureau des relations internationales gère l'ensemble des accords de partenariat et de coopération établis entre l'USEK et d'autres établissements d'enseignement supérieur locaux et étrangers: 26 conventions générales, 9 accords de coopération avec les institutions nationales, 95 accords de coopération avec des établissements étrangers d'enseignement supérieur, ainsi que 18 accords tripartites avec le partenariat de l'Agence universitaire de la Francophonie (AUF).

## Bibliothèque
L'université Saint-Esprit de Kaslik maintient une mission très spéciale dans le cadre de la vocation de l'Ordre libanais maronite, à savoir, l'éducation des jeunes et la construction d'une culture humaniste et scientifique.
La Bibliothèque de l'USEK, située au cœur de l'Université, essaie de perpétuer cette mission éducative et pédagogique. Son objectif étant ancrée dans l'Orient, et par son ouverture à tous les aspects de l'apprentissage et de la science. Initialement conçu pour les séminaristes et les étudiants en théologie de l'Ordre libanais maronite, et par conséquent limité aux livres philosophiques et théologiques, la bibliothèque a dernièrement eu à répondre aux exigences des différentes facultés et sections de l'Université, en particulier après la création de l'Université en 1962.
Aujourd'hui, la bibliothèque couvre toutes les disciplines enseignées: la théologie, la liturgie, philosophie, sciences humaines, langues, histoire, archéologie, musicologie, droit, arts plastiques et appliqués, art sacré, des affaires et des sciences économiques, de l'agronomie, de la nutrition, de l'ingénierie, génie informatique, la médecine et les soins infirmiers.
Ainsi, la Bibliothèque de l'USEK offre à ses étudiants la base documentaire pour leur étude et de recherche. En outre, la Bibliothèque centrale, qui est constamment enrichie par de nouvelles publications requises par la science, est particulièrement destiné aux étudiants et professeurs de la communauté universitaire, ainsi que pour le personnel de l'Université. Il est également ouvert aux étudiants et chercheurs extérieurs.

## Publications de l'USEK
- Annales de philosophie et des sciences humaines
- Annales de la Recherche scientifique
- Cahiers annuels de la Faculté pontificale de théologie
- Cahiers de philosophie et de théologie
- Libellé (Le)
- Melto
- Parole de l'Orient
- Revue de la Faculté des beaux-arts et des arts appliqués
- Revue des lettres et de traduction
- Revue juridique de l'USEK
- Revue théologique de Kaslik
- Théo
- بيبليا
- تيولوجيا
- حاليات الاجتهاد
- مجلة العربية للعلوم الاقتصادية والإدارية

## Étudiants et professeurs célèbres
- Mgr Antoine Audo (1946), prélat jésuite syrien de l'Église catholique chaldéenne.
- Naji Hakim (1955), compositeur, organiste et pianiste français.
- Marie Keyrouz (1963), chanteuse libanaise.
- Charbel Rouhana (1965), joueur de oud et compositeur libanais.